# Kahakō
Kahakō ist die hawaiische Bezeichnung für das diakritische Zeichen (Makron) zur Kennzeichnung der Länge eines Vokals. Ist ein Vokal mit Kahakō versehen, wird er etwas länger ausgesprochen und ist meistens auch betont.
Da die unterschiedliche Aussprache hawaiischer Wörter zu verschiedenen Bedeutungen führt, ist die Schreibung mit ʻOkina und Kahakō eine wesentliche Voraussetzung zur Verwendung hawaiischer Namen und Begriffe.
Die Verwendung des Kahakō bei der Schreibung steht in engem Zusammenhang mit der Wiederbelebung des Hawaiischen seit dem Ende der 1950er-Jahre. Auswirkungen hat diese Wiederbelebung auch über den Bundesstaat hinaus. So wurden im Hawaiian National Park Language Correction Act of 2000 durch den Senat der Vereinigten Staaten Nationalparks in Hawaiʻi umbenannt, wobei die Schreibung mit den Zeichen ʻOkina und Kahakō zum Gegenstand eines Bundesgesetzes wurde. Auch die für geografische Namen zuständige Bundesbehörde United States Board on Geographic Names änderte seit 1995 ihre langjährige Praxis und ging zur Verwendung der hawaiischen Schreibung im Geographic Names Information System über.